# St. Charles Country Club
De St. Charles Country Club is een countryclub in Canada. De club werd opgericht in 1904 en bevindt zich in Winnipeg, Manitoba. De club beschikt over een 27-holes golfbaan, waarvan drie 9 holesbanen ("West", East" en "MacKenzie"). De "West", East", toen de "Ross" en "Woods", werden ontworpen door de golfbaanarchitect Donald Ross en de "MacKenzie" door Alister MacKenzie.

## Golftoernooien
- Canadees Open: 1952
- Canadian Women's Open: 2010